# Lauda Air Flight 004
Lauda Air Flight 004 var en reguljärflygning från Bangkok, Thailand till Wien, Österrike. Den 26 maj 1991 havererade Boeing 767-300ER-planet som flög rutten till följd av en obeordrad aktivering av reverseringen på motor 1 under flygningen, vilket ledde till en överstegring, som i sin tur ledde till att flygplanet bröts isär i luften. Alla 213 passagerare och 10 besättningsmän omkom. Flygolyckan är den dödligaste med flygplanstypen Boeing 767, samt, per mars 2023, den dödligaste i Thailands historia. Haveriet markerade flygplanstypens första dödsolycka, samt den tredje skrovförlusten. Formula 1-förarmästaren Niki Lauda, som grundade Lauda Air, var personligen involverad i haverikommissionens utredning. 